# Len Cariou
Pour les articles homonymes, voir Cariou.
Leonard Cariou, dit Len Cariou, est un acteur canadien, né le 30 septembre 1939 à Saint-Boniface, quartier de Winnipeg, dans le Manitoba.

## Biographie
Depuis 2010, Len Cariou joue le rôle d'Henry « Pop » Reagan, le père de Francis, dans la série Blue Bloods.

## Filmographie

### Acteur

#### Cinéma
- 1977 : One Man de Robin Spry : Jason Brady
- 1977 : A Little Night Music de Harold Prince : Frederick Egerman
- 1978 : Drying Up the Streets de Robin Spry : Larry
- 1978 : The Mad Trapper de Harvey Hart :
- 1978 : Canada Vignettes: Spence's Republic de Brad Caslor : (voix)
- 1978 : Canada Vignettes: Lady Frances Simpson de Christopher Hinton : (voix)
- 1981 : Les Quatre Saisons (The Four Seasons) d'Alan Alda : Nick Callan
- 1984 : Louisiane (Louisiana) de Philippe de Broca, Jacques Demy et Etienne Périer : Oswald
- 1988 : Les Fantômes d'Halloween (Lady in White) de Frank LaLoggia : Phil Terragarossa
- 1988 : My Dad the Babe de Timothy Roberts : Narrateur
- 1989 : An Amazin Era: Revised and Updated de Steven Stern : Narrateur
- 1994 : Getting In (en) de Doug Liman : Dr Lionel Higgs / Dr Ezekial Higgs
- 1995 : Excès de confiance (Never Talk to Strangers) de Peter Hall : Henry Taylor
- 1996 : Ultime Décision (Executive Decision) de Stuart Baird : Charles White, le secrétaire à la Défense
- 2000 : Treize Jours (Thirteen Days) de Roger Donaldson : Dean Acheson, Foreign Policy Advisor
- 2002 : Monsieur Schmidt (About Schmidt) d'Alexander Payne : Ray Nichols
- 2004 : Fenêtre secrète (Secret Window) de David Koepp : Shérif Dave Newsome
- 2004 : The Skulls 3 de J. Miles Dale : Dean Lawton
- 2005 : Un parcours de légende (The Greatest Game Ever Played) de Bill Paxton : Stedman Comstock
- 2005 : The Boynton Beach Bereavement Club de Susan Seidelman : Jack
- 2006 : Mémoires de nos pères (Flags of Our Fathers) de Clint Eastwood : Monsieur Beech
- 2007 : Chambre 1408 (1408) de Mikael Håfström : Le père de mike
- 2008 : News Movie (The Onion Movie) de Tom Kuntz et Mike Maguire : Norm Archer
- 2012 : The Escape (court métrage) d'Alex Forstenhausler : Jerry
- 2013 : Prisoners de Denis Villeneuve : Patrick Dunn
- 2015 : Spotlight de Tom McCarthy : le cardinal Bernard Law
- 2016 : If We Must Die (court métrage) d'Antoneta Alamat Kusijanović : Charley
- 2018 : Death Wish d'Eli Roth : Ben
- 2018 : Bumblebee de Travis Knight : Oncle Hank
- 2019 :  Dans leur regard (When They See Us) : Robert Morgenthau

#### Télévision

##### Téléfilms
- 1978 : Who'll Save Our Children? de George Schaefer : Matt Laver
- 1981 : Madame X (en) de Robert Ellis Miller : John Abbott
- 1982 : The Taming of the Shrew de Norman Campbell et Peter Dews : Petruchio
- 1983 : The Tempest de John Hirsch et Herb Roland : Prospero
- 1983 : Cold Storage de Perry Rosemond : Richard Landau
- 1984 : 100 Centre Street de Mark Tinker : Juge Charles Felt
- 1985 : Surviving (en) de Waris Hussein : David Brogan
- 1985 : There Were Times, Dear de Nancy Malone : Bob Millard
- 1986 : Killer in the Mirror de Frank De Felitta : Jason Howell
- 1993 : Tremblement de terre à San Francisco (Miracle on Interstate 880) de Robert Iscove : Buck Helm
- 1993 : Class of '61 de Gregory Hoblit : Dr Leland Peyton
- 1993 : The Sea Wolf (en) de Michael Anderson : Docteur Picard
- 1994 : Witness to the Execution (en) de Tommy Lee Wallace : Jake Tyler
- 1994 : La Course à l'amour (Love on the Run) de Ted Kotcheff et Julie Lee : Noah Cross
- 1995 : L'Amour en cage (The Man in the Attic) de Graeme Campbell : Joseph Heldmann
- 1995 : Le bonheur au galop (Derby) de Bob Clark : Henry Woods
- 1995 : A Dream Is a Wish Your Heart Makes: The Annette Funicello Story de Bill Corcoran : Walt Disney
- 1996 : A Brother's Promise: The Dan Jansen Story de Bill Corcoran : Harry Jansen
- 1996 : The Summer of Ben Tyler (en) d'Arthur Allan Seidelman : Spencer Maitland
- 1999 : Mission d'élite (In the Company of Spies) de Tim Matheson : Le président des États-Unis
- 2000 : Nuremberg de Yves Simoneau : Francis Biddle
- 2004 : Sex Traffic de David Yates : Magnus Herzoff
- 2009 : Into the Storm de Thaddeus O'Sullivan : Franklin J Roosevelt

##### Séries télévisées
- 1964 : Festival : Ragner
- 1979 : The Great Detective (en) : Tanner (saison 1, épisode 8)
- 1985-1992 : Arabesque (Murder, She Wrote) : Michael Hagarty (7 épisodes)
- 1989 : The American Playwrights Theater: The One Acts (en) : Pat Sweeney (saison 1, épisode 2)
- 1990 : Gabriel Bird (Gabriel's Fire) : Juge Norton Heller (saison 1, épisode 11)
- 1991 : Monkey House : Ambassadeur Kelly (saison 1, épisode 3)
- 1992 : Ray Bradbury présente (en) (The Ray Bradbury Theater) : Douglas (saison 6, épisode 4)
- 1992 : Street Legal (en) : Christian Peveril (saison 7, épisode 3)
- 1993 : Au nord du 60e (en) (North of 60) : Mike Birkett (saison 2, épisode 1)
- 1993, 1996 et 2008 : New York - Police judiciaire (Law & Order) : Capitaine Allard Bunker / Mac Geller / Edgar Beezley (3 épisodes)
- 1995 et 2000 : Au-delà du réel : L'aventure continue (The Outer Limits) : Anton Jonascu / Doc Wells (2 épisodes)
- 1996 : Swift Justice (en) : Michael Swift
- 1996 : Star Trek: Voyager : Amiral Edward Janeway (saison 3, épisode 15)
- 1997 : FX, effets spéciaux (F/X: The Series) : Charles Emery (saison 1, épisode 16)
- 1997 : American Experience : Narrateur (saison 9, épisode 7)
- 1998 : Mentors : Alexander Graham Bell (saison 1, épisode 2)
- 1999 : The Practice : Bobby Donnell et Associés : Attorney Weiland (saison 3, épisode 15)
- 1999 : Border Line : Jerry, l'associé d'Allison
- 2000 : D.C. : Sénateur William Abbott (saison 1, épisode 1)
- 2000 : À la Maison-Blanche (The West Wing) : Pharmaceutical Executive (saison 2, épisode 4)
- 2003 : Ed : Monsieur Stuckey (saison 4, épisode 4)
- 2005 : Numbers (Numb3rs) : Alan Emrick
- 2006-2007 : Brotherhood : Judd Fitzgerald (10 épisodes)
- 2007 : Les Experts (CSI: Crime Scene Investigation) : Frank McCarty (saison 7, épisode 15)
- 2007 : War Stories : Narrateur (saison 1, épisode 4)
- 2008 : American Wives (Army Wives) : Randall Meade (saison 2, épisode 12)
- 2009 : Dominick Dunne's Power, Privilege, and Justice (en) : Narrateur (3 épisodes)
- 2010 : Damages : Louis Tobin (5 épisodes)
- 2013 : Wallander : Enquêtes criminelles : Atkins (saison 3, épisode 1)
- 2014 : The Sonnet Project :  (saison 1, épisode 61)

- Depuis 2010: Blue Bloods : Henry Reagan (131 épisodes)

### Producteur
- 2013 : Days Like This (court métrage) de Daniel Angeles
- 2015 : Another Day Gone By (court métrage) de Daniel Angeles